# Ульриксдаль
Ульриксдаль (швед. Ulriksdals slott) — один из десяти королевских дворцов Швеции, расположенный близ Стокгольма, на территории коммуны Сольна.

## Общие сведения

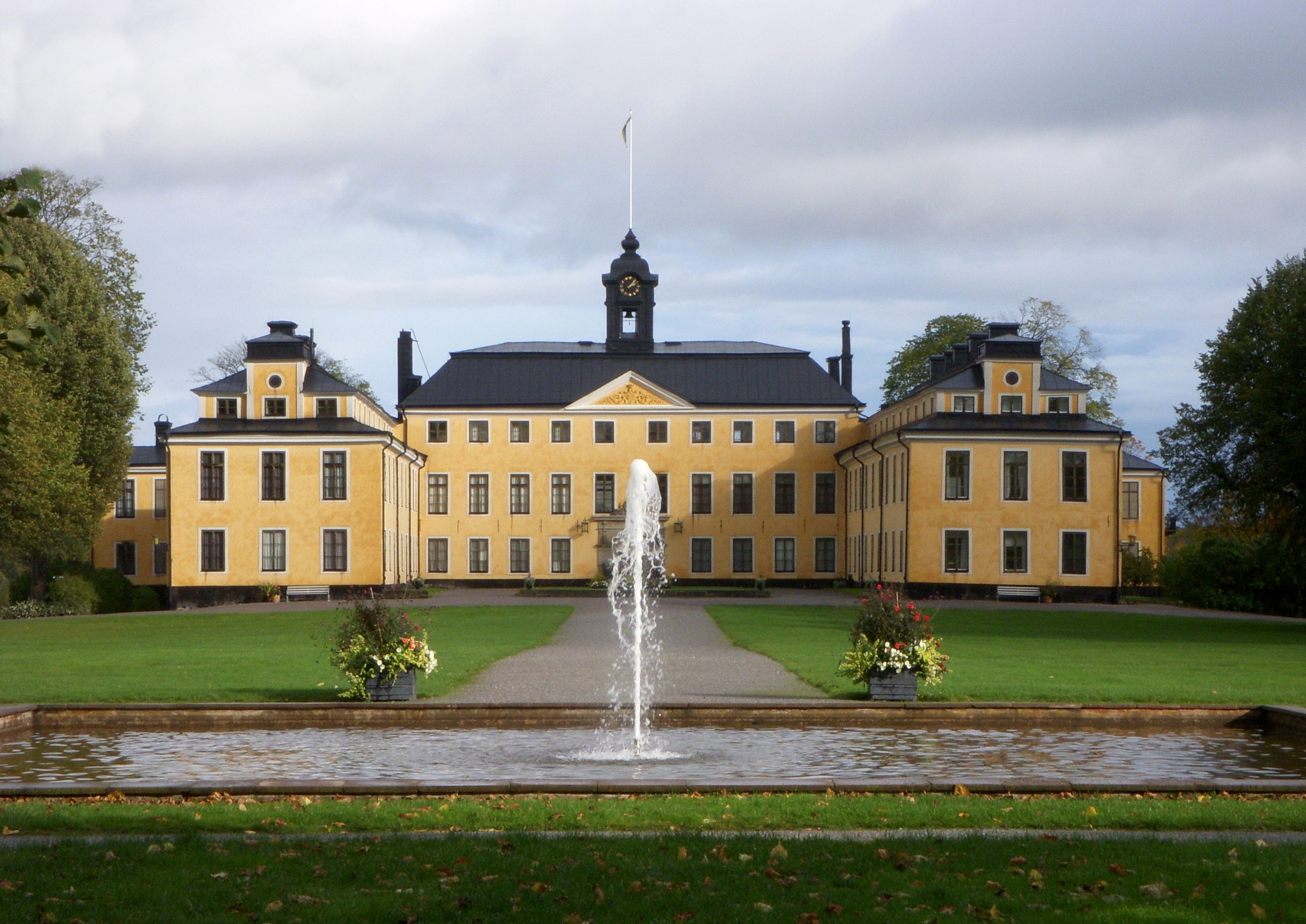
Вид с фонтаном

Ульриксдаль находится на западном побережье Балтийского моря, севернее центральной части Стокгольма. С 1994 года входит в состав национального парка Экопаркен (EkoParken). Помимо собственно дворца, в комплекс входят также парк целебных трав, оранжерея с размещённым в ней скульптурным музеем, дворцовая капелла и старейший в Швеции театр в стиле рококо Конфиденсен (Confidencen), открытый в 1753 году. Театр этот и поныне является одной из ведущих в Швеции театральных арен, на которой можно увидеть постановки различных опер, балета, театральных представлений. В дворцовой конюшне находится праздничная карета шведской королевы Кристины. В дворцовом парке часто останавливался король Карл XVI Густав для занятий живописью.

## История
Дворец был построен в 1643—1645 годах для маршала Якоба де ла Гарди и первоначально носил имя «Якобсдаль». В 1684 году получил своё нынешнее имя в память о скончавшемся брате короля Карла XI. В Ульриксдале жил шведский король Густав VI Адольф.

## Галерея

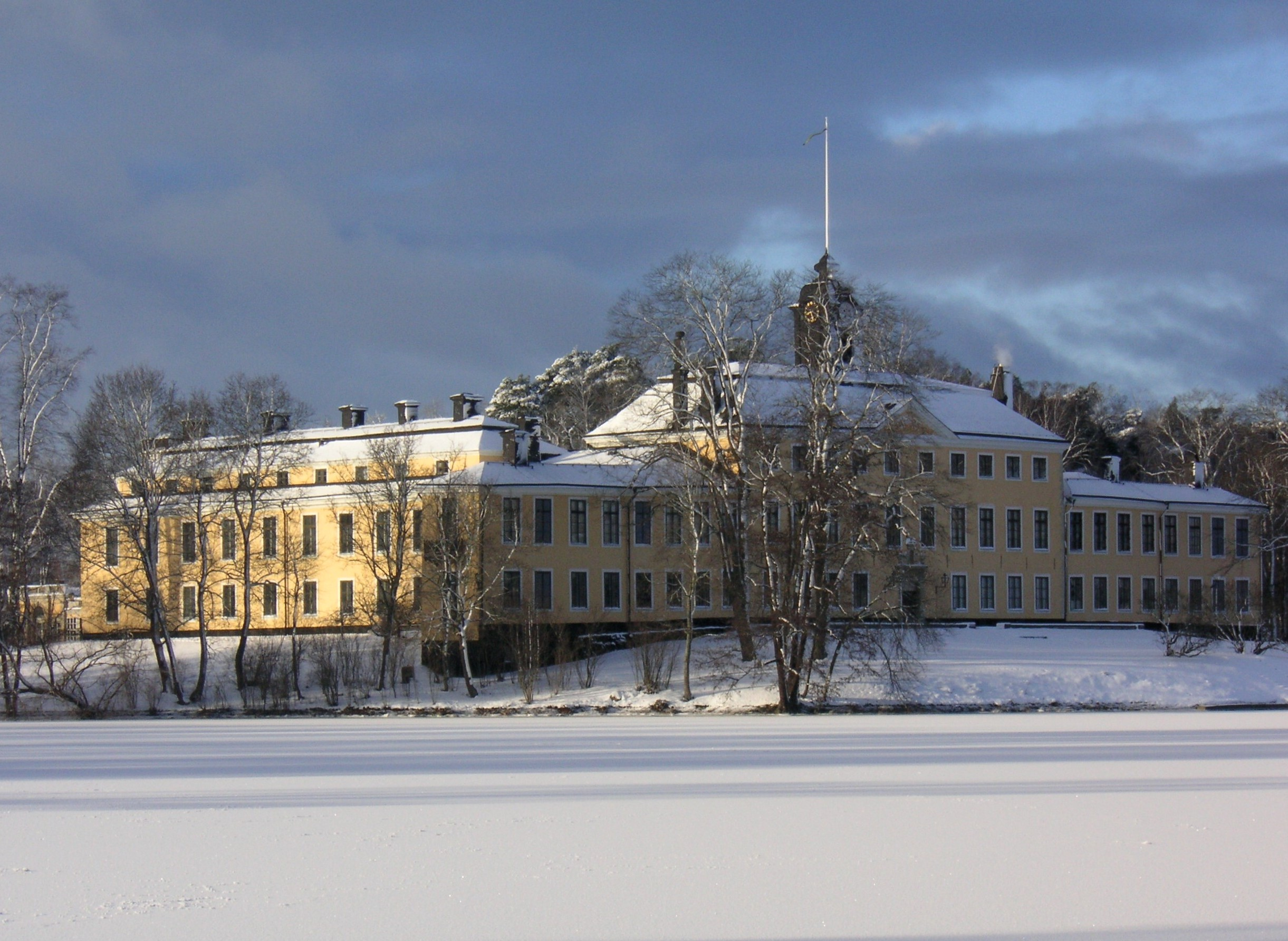
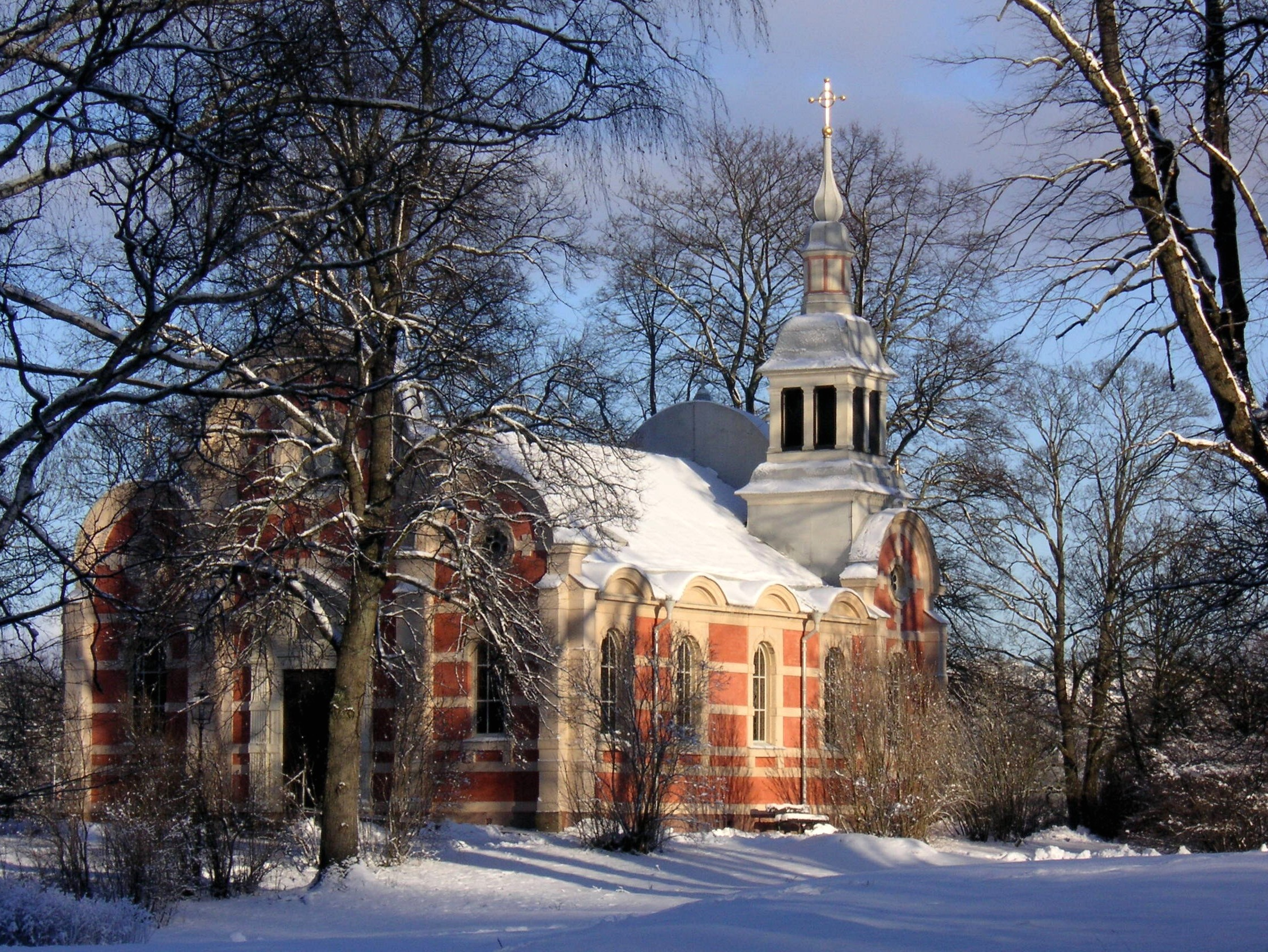
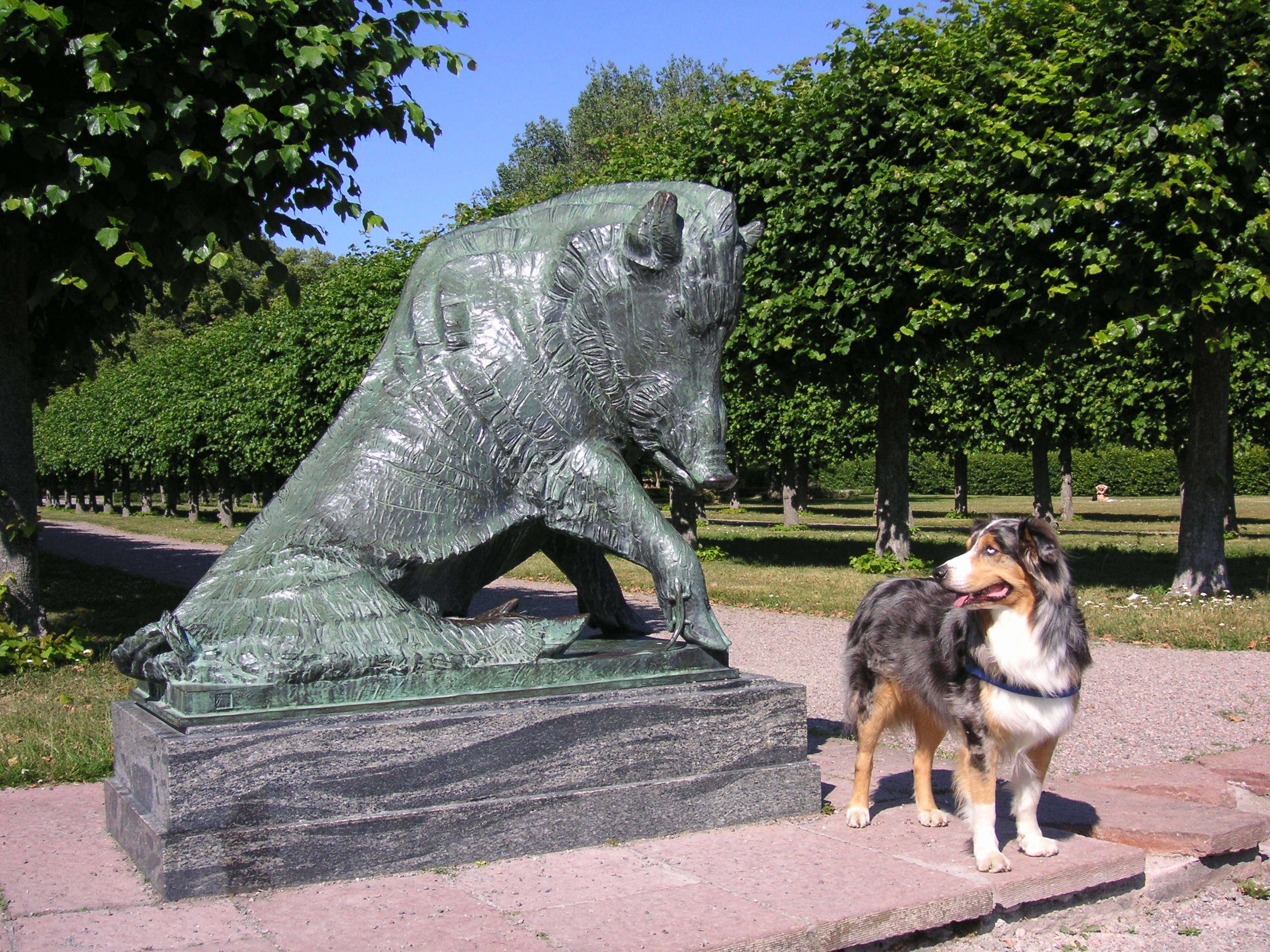
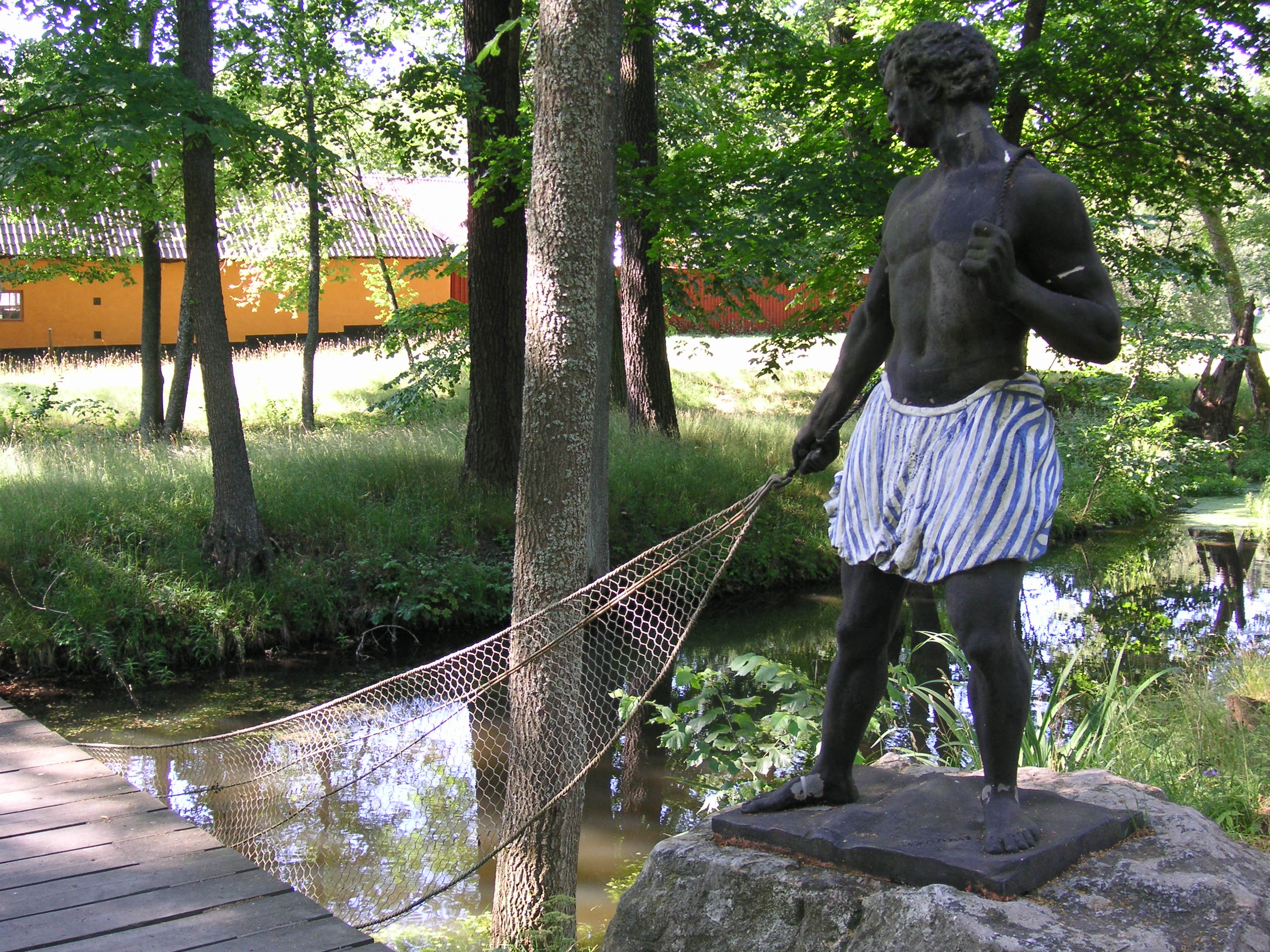